# La Marseillaise 1990
De 11e editie van de La Marseillaise werd gehouden op 6 februari 1990 in Frankrijk. De wielerwedstrijd ging over 139 kilometer en werd gewonnen door de Belg Étienne De Wilde gevolgd door Carlo Bomans en Hendrik Redant.

## Uitslag
| La Marseillaise 1990 |                     |                      |          |
| Plaats               | Naam                | Ploeg                | Tijd     |
| Winnaar              | Étienne De Wilde    | Histor-Sigma         | 3u22'20" |
| 2                    | Carlo Bomans        | Weinmann-Eddy Merckx | +2"      |
| 3                    | Hendrik Redant      | Lotto-Super Club     | z.t.     |
| 4                    | Patrick Deneut      | Lotto-Super Club     | z.t.     |
| 5                    | Udo Bölts           | Team Stuttgart       | z.t.     |
| 6                    | Johan Verstrepen    | Histor-Sigma         | z.t.     |
| 7                    | Patrick De Wael     | Histor-Sigma         | z.t.     |
| 8                    | Jean-Claude Colotti | R.M.O.               | z.t.     |
| 9                    | Michel Vermote      | R.M.O.               | z.t.     |
| 10                   | Casimiro Tizón      | CLAS-Cajastur        | z.t.     |

1980 · 1981 · 1982 · 1983 · 1984 · 1985 · 1986 · 1987 · 1988 · 1989 · 1990 · 1991 · 1992 · 1993 · 1994 · 1995 · 1996 · 1997 · 1998 · 1999 · 2000 · 2001 · 2002 · 2003 · 2004 · 2005 · 2006 · 2007 · 2008 · 2009 · 2010 · 2011 · 2012 · 2013 · 2014 · 2015 · 2016 · 2017 · 2018 · 2019 · 2020 · 2021 · 2022 · 2023 · 2024 · 2025